# 자본의 한계효율
자본의 한계효율(資本-限界效率, marginal efficiency of capital, MEC)은 어떤 자본을 새로 한 단위 추가함으로써 얻어지는 예상수익률, 즉 그 자본에 대한 투자의 예상수익률을 말한다. 이를테면 이 자본의 공급가격을 R, 자본의 존속기간 중에 얻어진다고 예상되는 수익의 계열을 Q1,Q2...Qn로 한다면 한계효율 m은 수익계열 Q1,Q2...Qn의 현재가치로 하여 그의 공급가격과 같게 하는 할인율이라 정의된다.
이것을 수식으로 나타내면 R = Q1/(1+m) + Q2/(1+m)^2 + ... ... + Qn/(1+m)^n으로 된다. 각종 자본의 한계효율 가운데에서 최대의 것이 자본 전반의 한계효율이 되고, 따라서 이 한계효율과 시장이자율이 같은 점에서 투자량이 결정된다.

## 같이 보기
- 자본
- 내부수익률
- 한계주의